# Jiří Krásl
Jiří Krásl (11. ledna 1928 Praha – 11. ledna 2004 Praha) byl český akademický malíř, ilustrátor, grafik a typograf.

## Život
Jiří Krásl vystudoval v Praze Státní grafickou školu a pak pod vedením profesora Josefa Nováka Vysokou školu uměleckoprůmyslovou. Většinu své tvorby věnoval ilustracím myslivecké literatury, příběhů o přírodě a dětské dobrodružné literatury. Mezi dětskými čtenáři proslul především jako tvůrce obrázkového seriálu Kulišáci podle scénáře Jaroslava Foglara, který vycházel v časopise ABC v letech 1963–1966.

## Z knižních ilustrací

### Česká a slovenská literatura
- Václav Cibula: Kamzík (1988).
- František Fric: Mysliveckou stezkou (1977).
- František Fric: Zrzek (1973).
- Marie Magdalena Kadlecová: Muž a pes (1967).
- Julius Komárek: Lovy v Karpatech (1975).
- Jan Kozák: Bílý hřebec (1979).
- Jan Kozák: Čapí hnízdo (1978).
- Jan Kozák: Na lovu v Bambujce (1971).
- Zdeněk Matěj Kuděj: O Fyláskovi (1992).
- Rudo Moric:  Jak jsem křtil medvěda (1980).
- Josef Prchal: Bílý jestřáb (1972).
- Václav Šolc: Robinzoni z And (1983).
- Jaromír Tomeček: Zlatá mandragora (1990).
- Jan Vrba: Obrázky z přírody (1957).
- Hana Vrbová: Čertí poklad (1970).
- Václav Šimáček: Dvanácterák z Modravy(1984).

### Světová literatura
- James Oliver Curwood: Vlčák Kazan (1973).
- Alec John Dawson: Irčák Finn (1968).
- Wolf Durian: Lumberjack (1962).
- Eilís Dillonová: Ostrov divokých koní (1971).
- Arkadij Gajdar: Vojenské tajemství (1956).
- Eric Knight: Lassie se vrací (1970).
- Scott O'Dell: Ostrov modrých delfínů (1965).
- Ernest Thompson Seton:  Divoké děti lesů (1968).
- Jakov Volček: Karaj (1967).